# Lingua siawi
Lo siawi (anche noto come Musian o Musa) è una lingua papuasica parlata in Papouasie-Nouvelle-Guinée nella provincia di Sandaun, nei distretti di Amanab e Rocky Peak..

## Classificazione
Lo siawi costituisce, insieme con la lingua amto, la famiglia linguistica delle lingue amto-musan, una delle famiglie di lingue papuasiche.